# Geschütztes Leerzeichen
Ein geschütztes Leerzeichen (englisch no-break space, auch non-breaking space, abgekürzt NBSP, manchmal auch als Dauerleerzeichen bezeichnet) verhindert einen automatischen Zeilenumbruch an der Position des Leerzeichens, der die Leserlichkeit verschlechtern und den Lesefluss stören könnte. Das Zeichen entstand aus den Regeln zum Zeilensatz im Schriftsatz, als diese für die digitale Typografie umgesetzt wurden.

## Digitale Typografie
Das geschützte Leerzeichen wird in HTML-Quelltexten mit dem Code &nbsp; erzeugt. Im Unicode-Zeichensatz ist es an Position U+00A0 im Unicodeblock Lateinisch-1, Ergänzung zu finden.

### Schmales geschütztes Leerzeichen
Neben dem gewöhnlichen geschützten Leerzeichen gibt es im Unicode-Standard auch noch ein schmales geschütztes Leerzeichen (englisch narrow no-break space, abgekürzt NNBSP, Position U+202F, &#8239;). In der DIN 5008 (Ausgabe 2020) und in der DIN 5009 wird dies als Schmal-Leerzeichen bezeichnet. Für das nicht geschützte schmale Leerzeichen wird in der DIN 5008 keine Verwendung angegeben.

### Weitere geschützte Leerzeichen
Darüber hinaus gibt es ein geschütztes Leerzeichen ohne eigene Breite (englisch zero width no-break space, Position U+FEFF, &#65279;), das Ziffernleerzeichen (englisch figure space, Position U+2007) und den mongolischen Vokalseparator (englisch mongolian vowel separator, abgekürzt MVS, Position U+180E), der weitgehend dem NNBSP entspricht, aber auch noch Einfluss auf die Gestalt der anliegenden Buchstaben haben kann. Das Umbruchverhalten wird im Unicode-Zeilenumbruch-Algorithmus beschrieben.

### Kodierung
Die geschützten Leerzeichen werden folgendermaßen definiert und kodiert:
| Zeichen (200 %) | Unicode  | Unicode                   | Bezeichnung                                  | HTML        | HTML     | HTML      | UTF-8       |
| Zeichen (200 %) | Position | Bezeichnung               | Bezeichnung                                  | hexadezimal | dezimal  | benannt   | hexadezimal |
| --------------- | -------- | ------------------------- | -------------------------------------------- | ----------- | -------- | --------- | ----------- |
|                 | U+00A0   | no-break space            | geschütztes Leerzeichen                      | &#x00A0;    | &#160;   | &nbsp;    | C2 A0       |
|                 | U+202F   | narrow no-break space     | schmales geschütztes Leerzeichen             | &#x202F;    | &#8239;  | —         | E2 80 AF    |
|                 | U+FEFF   | zero width no-break space | geschütztes Leerzeichen ohne eigene Breite 1 | &#xFEFF;    | &#65279; | —         | EF BB BF    |
|                 | U+2007   | figure space              | Ziffernleerzeichen 2                         | &#x2007;    | &#8199;  | &numsp;   | E2 80 87    |
| ᠎                | U+180E   | Mongolian vowel separator | Trenner für mongolische Vokale               | &#x180E;    | &#6158;  | —         | E1 A0 8E    |
|                 | U+2060   | word joiner               | geschütztes Leerzeichen ohne eigene Breite 3 | &#x2060;    | &#8288;  | &NoBreak; | E2 81 A0    |

Im ASCII-Zeichensatz aus dem Jahr 1963 sind keine geschützten Leerzeichen enthalten, weshalb viele ältere Computersysteme sie nicht darstellen konnten. Fast alle modernen Computer verwenden mindestens den im Jahr 1987 eingeführten ISO-8859-Standard und können daher zumindest das geschützte Leerzeichen U+00A0 problemlos verarbeiten und darstellen.

### Anwendungsbeispiele
- Zwischen Anrede und Namen einer Person: „Prof. Dr. Beispielhausen“ – Prof.&nbsp;Dr.&nbsp;Beispielhausen (&nbsp; bzw. &#160;) Zumindest würde man die Amtsbezeichnung „Prof.“ und den akademischen Grad „Dr.“ zusammenhalten wollen; genauso einen einzelnen akademischen Grad „Dr.“ mit dem Nachnamen. Zwischen der Gruppe von mehreren akademischen Graden einerseits und dem Nachnamen andererseits kann eine Trennung aber sehr sinnvoll sein; zu lange zusammenhängende Konstrukte sind zu vermeiden, und es würde ansonsten mitten im Nachnamen getrennt werden. Andernfalls entsteht eine übermäßige Lücke am rechten Rand oder Blocksatz mit riesigen Wortabständen.
- Zwischen Zahlenwert und Maßeinheit: „44 mm“ – 44&nbsp;mm.
- Bei Schreibweise einer Zahl mit den Zahlwörtern Million und Milliarde: 23 Millionen – 23&nbsp;Millionen.[5]
- In Abkürzungen („z. B.“ – z.&nbsp;B.) sowie als Tausendertrennzeichen. In beiden Fällen sollte eigentlich besser ein „schmales geschütztes Leerzeichen“ („z. B.“ – z.&#x202F;B.) stehen. Aus Kompatibilitätsgründen wird jedoch in der Regel darauf verzichtet, da dieses Zeichen nicht von allen Webbrowsern und Schriftarten unterstützt wird. Häufig wird der Zwischenraum stattdessen auch ganz weggelassen, was jedoch gemäß DIN 5008 nicht korrekt ist.
- Bei Sonderzeichen: „3 + 5“ – 3&nbsp;+&nbsp;5 und in bestimmten Konstellationen von Satzzeichen wie „Beispiel –“ – Beispiel&nbsp;–.
- Weitere Beispiele:
  - „St. Ulrich“ – St.&nbsp;Ulrich
  - „Hl. Afra“ – Hl.&nbsp;Afra
  - „Ludwig II.“ – Ludwig&nbsp;II.
  - „Version 3“ – Version&nbsp;3
  - „14. Jahrhundert“ – 14.&nbsp;Jahrhundert
  - „30. Juni“ – 30.&nbsp;Juni
  - „B 17“ – B&nbsp;17
  - „S. 18 ff.“ – S.&nbsp;18&nbsp;ff.
  - „A 96“ – A&nbsp;96.

## Darstellung auf Computersystemen
| Betriebssystem, Applikation oder Standard 1                                     | Betriebssystem, Applikation oder Standard 1                                     | Geschütztes Leerzeichen ( ) | Schmales geschütztes Leerzeichen ( ) |
| ------------------------------------------------------------------------------- | ------------------------------------------------------------------------------- | --- | --- |
| Windows                                                                         | GUI (CP1252, Standard)                                                          | Alt+0160 2 | Alt+8239 2 |
| Windows                                                                         | TUI (CP850, Eingabeaufforderung)                                                | Alt+25 2 | — |
| macOS                                                                           | macOS                                                                           | ⌥+Leertaste | — |
| X11 unter z. B. Linux oder BSD                                                  | X11 unter z. B. Linux oder BSD                                                  | Compose, Leertaste, Leertaste | — |
| AmigaOS                                                                         | AmigaOS                                                                         | Alt+Leertaste | — |
| Deutsche Standard-Tastaturbelegung E1 (Standard für Deutschland und Österreich) | Deutsche Standard-Tastaturbelegung E1 (Standard für Deutschland und Österreich) | Alt Gr+Leertaste | Alt Gr+C |
| Tastaturbelegung T2 (Älterer Standard für Deutschland und Österreich)           | Tastaturbelegung T2 (Älterer Standard für Deutschland und Österreich)           | Alt Gr+Leertaste | Gruppenumschaltung: sofern vorhanden: ⇨, Leertaste oder Alt Gr+⇧, Leertaste |
| AbiWord                                                                         | AbiWord                                                                         | Strg+⇧+Leertaste | — |
| Emacs                                                                           | Emacs                                                                           | Strg+X,8,Leertaste | Strg+X,8,Eingabetaste,2,0,2,F,Eingabetaste |
| Adobe FrameMaker                                                                | Adobe FrameMaker                                                                | Strg+Leertaste | — |
| LibreOffice-Varianten                                                           | LibreOffice-Varianten                                                           | Strg+Leertaste (vor OOo 3) Strg+⇧+Leertaste (ab OOo 3) | — |
| Microsoft Word                                                                  | Tastenkombination                                                               | Strg+⇧+Leertaste | — |
| Microsoft Word                                                                  | Unicode-Eingabe 5                                                               | A, 0, Alt+C bzw. A, 0, Alt+X | 2, 0, 2, F, Alt+C bzw. 2, 0, 2, F, Alt+X |
| Neo                                                                             | Neo                                                                             | Mod3+⇧+Leertaste oder Mod3+↹, Leertaste, Leertaste 3 | Mod3+Mod4+Leertaste 4 |
| LaTeX / plain TeX                                                               | immer                                                                           | ~ | \thinspace 6 7 |
| LaTeX / plain TeX                                                               | zusätzlich mit LaTeX außerhalb von Formeln                                      | — | \, 8 |
| LaTeX / plain TeX                                                               | zusätzlich in Formeln                                                           | — | \mkern\thinmuskip 9 |
| LaTeX / plain TeX                                                               | Konstruktionen allgemein                                                        | Inhalt von \hbox{…} oder in LaTeX \mbox{…} wird nicht umbrochen, inklusive Leerzeichen; noch besser ist \nolbreaks{…} aus dem Paket nolbreaks, damit alle Wortzwischenräume einer Zeile übereinstimmen | Inhalt von \hbox{…} oder in LaTeX \mbox{…} wird nicht umbrochen, inklusive Leerzeichen; noch besser ist \nolbreaks{…} aus dem Paket nolbreaks, damit alle Wortzwischenräume einer Zeile übereinstimmen |
| LaTeX / plain TeX                                                               | Konstruktion in Formeln                                                         | Inhalt von {…} wird nicht umbrochen, 10 inklusive Leerzeichen | Inhalt von {…} wird nicht umbrochen, 10 inklusive Leerzeichen |
| Vim                                                                             | Digraph 11                                                                      | Strg+K, ⇧+NS | — |
| Vim                                                                             | Unicode-Eingabe                                                                 | Strg+V, U, 0, 0, A, 0 | Strg+V, U, 2, 0, 2, F |
| WordPerfect                                                                     | WordPerfect                                                                     | Strg+Leertaste | — |
| HTML                                                                            | HTML-Entität                                                                    | &nbsp; | — |
| HTML                                                                            | Konstruktion                                                                    | Leerzeichen in Elementen mit CSS-Eigenschaft white-space:nowrap werden nicht umbrochen | Leerzeichen in Elementen mit CSS-Eigenschaft white-space:nowrap werden nicht umbrochen |
| XML/XHTML                                                                       | dezimal                                                                         | &#160; | &#8239; |
| XML/XHTML                                                                       | hexadezimal                                                                     | &#x00A0; | &#x202F; |
| ISO 8859-1 (Latin-1) (dezimal)                                                  | ISO 8859-1 (Latin-1) (dezimal)                                                  | 160 | — |
| Unicode (hexadezimal)                                                           | Unicode (hexadezimal)                                                           | U+00A0 | U+202F |

## Symbol
In Microsoft Word wird für das geschützte Leerzeichen als Formatierungssymbol das Gradzeichen (°) verwendet.